# Terry Goodkind

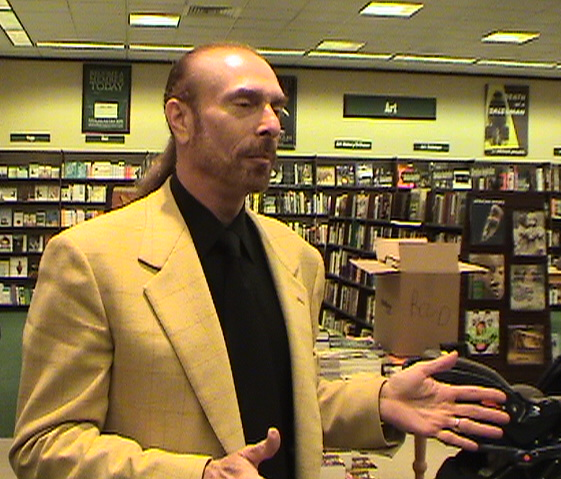
Terry Goodkind

Terry Goodkind (Omaha, Nebraska, 1 mei 1948 – 17 september 2020) was een Amerikaans schrijver van fantasyromans.
Hij is bekend van zijn elfdelige serie The Sword of Truth (De wetten van de magie), waarvan het eerste deel in 1994 en het laatste deel in 2007 verscheen. Volgens een telling uit 2006 door Publishers Weekly waren er op dat moment wereldwijd meer dan 25 miljoen exemplaren van zijn boeken verkocht in twintig verschillende talen. Goodkind's werk werd vooral beïnvloed door het objectivisme van zijn favoriete auteur Ayn Rand.

## Biografie
Goodkind werd in 1948 geboren in Omaha, Nebraska (VS). Al op jonge leeftijd kwam hij erachter dat hij dyslectisch was. Dit maakte hem een langzaam lezer, en ook maakte hij veel schrijffouten. Na een voortijdig afgebroken opleiding werkte Goodkind onder meer als meubelmaker, vioolbouwer en restaurator van zeldzame en exotische voorwerpen. Voordat hij zijn schrijverscarrière begon, verdiende Goodkind vooral zijn brood als kunstschilder.
In 1993 schreef Goodkind zijn eerste roman, Het zwaard van de waarheid tijdens het eigenhandig bouwen van zijn huis in de bossen van Mount Desert Island voor de kust van Maine, in het noordoosten van de Verenigde Staten. De schrijver zelf hierover: "Ik begon met het personage van Kahlan en het verhaal groeide daaruit voort. Zodra ik begon met het schrijven van Het zwaard van de waarheid wist ik dat schrijven mijn roeping was. Ik had iets gevonden waaraan ik werkelijk mijn leven wilde wijden".
Tot aan zijn overlijden was Terry Goodkind fulltime schrijver. Met zijn vrouw Jeri woonde hij in hun tweede huis in het zuidwesten van de Verenigde Staten. In zijn vrije tijd trok hij vaak de natuur in.

## Invloeden
Hoewel Goodkind voornamelijk fantasyverhalen schreef, focuste hij zich vooral op filosofische en menselijke thema's. Goodkind geloofde dat het gebruik van het fantasygenre hem in staat stelde zijn verhaal beter te vertellen. Op die manier kon hij de menselijke thema's en emoties beter uitleggen aan de lezer. Goodkind probeerde vooral te inspireren; dat vond hij belangrijker dan het genre waarin hij schreef.
Goodkind werd vooral beïnvloed door de boeken van Ayn Rand. Goodkind was een supporter van haar werk en haar objectivistische filosofie en verwees daarnaar in zijn eigen werk.

### Serie "De wetten van de magie"
| Engelse titel           | Eerste uitgave (VS) | Titel van Nederlandse vertaling | Serie "De wetten van de magie" | Extra informatie            |
| ----------------------- | ------------------- | ------------------------------- | ------------------------------ | --------------------------- |
| Wizard's First Rule     | 15 augustus 1994    | Het zwaard van de waarheid      | 1e deel                        | Darken Rahl                 |
| Stone of Tears          | 15 september 1995   | Steen der tranen                | 2e deel                        | Darken Rahl                 |
| Blood of the Fold       | 15 oktober 1996     | De bloedbroederschap            | 3e deel                        | Imperiale Orde              |
| Temple of the Winds     | 15 september 1997   | De tempel der winden            | 4e deel                        | Imperiale Orde              |
| Soul of the Fire        | 13 april 1999       | Ziel van het vuur               | 5e deel                        | Imperiale Orde              |
| Faith of the Fallen     | 22 augustus 2000    | Zuster van de duisternis        | 6e deel                        | Imperiale Orde              |
| The Pillars of Creation | 20 november 2001    | Zuilen der schepping            | 7e deel                        | Zuilen der Schepping        |
| Debt of Bones           | 31 december 2001    | De aflossing                    | proloog                        | Aanvullende novelle         |
| Naked Empire            | 21 juli 2003        | Het weerloze rijk               | 8e deel                        | Zuilen der Schepping        |
| Chainfire               | 4 januari 2005      | Ketenvuur                       | 9e deel                        | "Chainfire Trilogy, Part 1" |
| Phantom                 | 18 juli 2006        | Fantoom                         | 10e deel                       | "Chainfire Trilogy, Part 2" |
| Confessor               | 13 november 2007    | De ongeschreven wet             | 11e (laatste) deel             | "Chainfire Trilogy, Part 3" |

Het verhaal van De aflossing werd oorspronkelijk geschreven als kort verhaal voor de in 1998 uitgeven bloemlezing onder de titel Legends. In 2001 werd het verhaal uitgegeven als zelfstandige novelle.

### Serie "Richard & Kahlan"
| Engelse titel     | Eerste uitgave (VS) | Titel van Nederlandse vertaling | Serie "Richard & Kahlan" | Extra informatie |
| ----------------- | ------------------- | ------------------------------- | ------------------------ | ---------------- |
| The Omen Machine  | 16 augustus 2011    | De omen machine                 | 1e deel                  |                  |
| The Third Kingdom | 22 augustus 2013    | Het derde koninkrijk            | 2e deel                  |                  |
| Severed Souls     | 5 augustus 2014     | Verscheurde zielen              | 3e deel                  |                  |
| Warheart          | 17 november 2015    | Oorlogshart                     | 4e deel                  |                  |

### De Nicci kronieken
| Engelse titel                        | Eerste uitgave (VS) | Titel van Nederlandse vertaling                        | Extra informatie                                       |
| ------------------------------------ | ------------------- | ------------------------------------------------------ | ------------------------------------------------------ |
| Death's Mistress: Sister of Darkness | 2017                | De Kronieken van Nicci 1 - Maîtresse van de Dood       | Een serie over tovenares Nicci en tovenaar Nathan Rahl |
| Death's Mistress: Shroud of Eternity | 2018                | De Kronieken van Nicci 2 - De Sluier van de Eeuwigheid |                                                        |
| Death's Mistress: Siege of Stone     | 2018                | De Kronieken van Nicci 3 - Het Leger van Steen         |                                                        |
| Death's Mistress: Heart of Black Ice | 21 januari 2020     | De Kronieken van Nicci 4 - Hart van Zwart IJs          |                                                        |

### De Kinderen van D'Hara
| Engelse titel                               | Eerste uitgave (VS) | Titel van Nederlandse vertaling               | Extra informatie                                           |
| ------------------------------------------- | ------------------- | --------------------------------------------- | ---------------------------------------------------------- |
| The Children of D'Hara 1 - The Scribbly Man | 4 april 2019        | De Kinderen van D'Hara 1 - Krabbelman         | Dit is het verhaal over Richard en Kahlan en hun kinderen. |
| The Children of D'Hara 2 - Hateful Things   | 22 juli 2019        | De Kinderen van D'Hara 2 - Duistere Wezens    |                                                            |
| The Children of D'Hara 3 - Wasteland        | 7 oktober 2019      | De Kinderen van D'Hara 3 - Woestenij          |                                                            |
| The Children of D'Hara 4 - Witch's Oath     | 6 januari 2020      | De Kinderen van D'Hara 4 - De Eed van de Heks |                                                            |
| The Children of D'Hara 5 - Into Darkness    | 30 juni 2020        | De Kinderen van D'Hara 5 - De Duisternis in   |                                                            |

### Overige romans
| Engelse titel                                   | Eerste uitgave (VS) | Titel van Nederlandse vertaling | Extra informatie                                                     |
| ----------------------------------------------- | ------------------- | ------------------------------- | -------------------------------------------------------------------- |
| The Law of Nines                                | 18 augustus 2009    | De wet van negen                | los verhaal met een link naar de wereld van de "Wetten van de Magie" |
| The First Confessor: The Legend of Magda Searus | 2 juli 2012         | De eerste biechtmoeder          | proloog op de serie "Wetten van de magie"                            |
| Nest                                            | 6 augustus 2016     |                                 |                                                                      |
| Trouble's Child                                 | 27 februari 2018    |                                 |                                                                      |
| The Girl in the Moon                            | 20 maart 2018       |                                 |                                                                      |
| Crazy Wanda                                     | 27 november 2018    |                                 |                                                                      |
| The Sky People                                  | 14 januari 2019     |                                 |                                                                      |

## Overige media
Van de serie De wetten van de magie is een miniserie voor televisie gemaakt door Sam Raimi, de regisseur van de Spider-Man films, en Joshua Donen. Deze miniserie werd vanaf 1 november 2008 in de Verenigde Staten uitgezonden, onder de titel Legend of the Seeker. De hoofdrollen werden gespeeld door Craig Horner als Richard Cypher en Bridget Regan als Kahlan Amnell. Na twee seizoenen (44 afleveringen) werd de serie niet voortgezet. De laatste aflevering werd uitgezonden op 22 mei 2010.